# Émile Touati

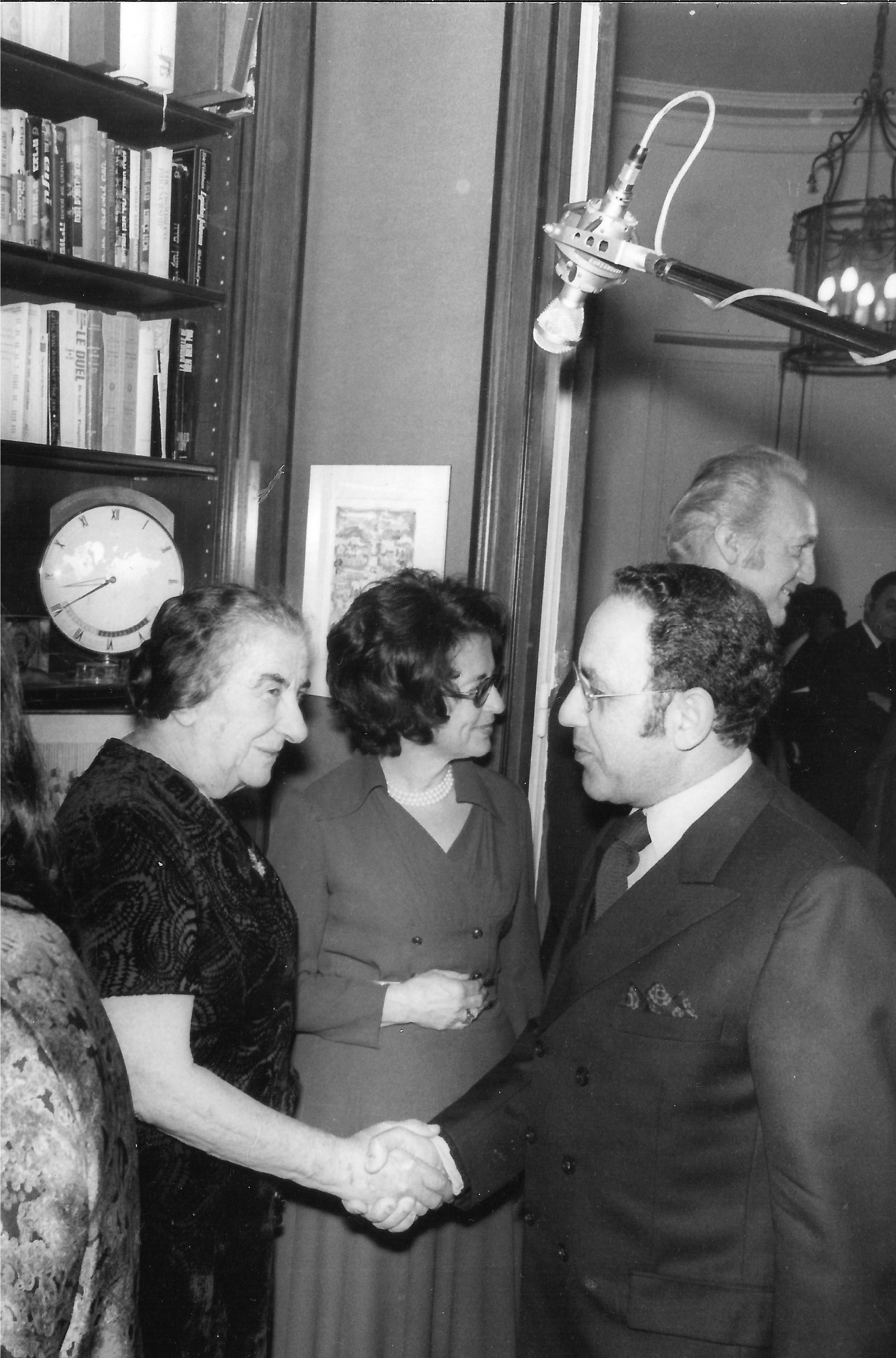
Emile Touati avec Golda Meir, 1973.

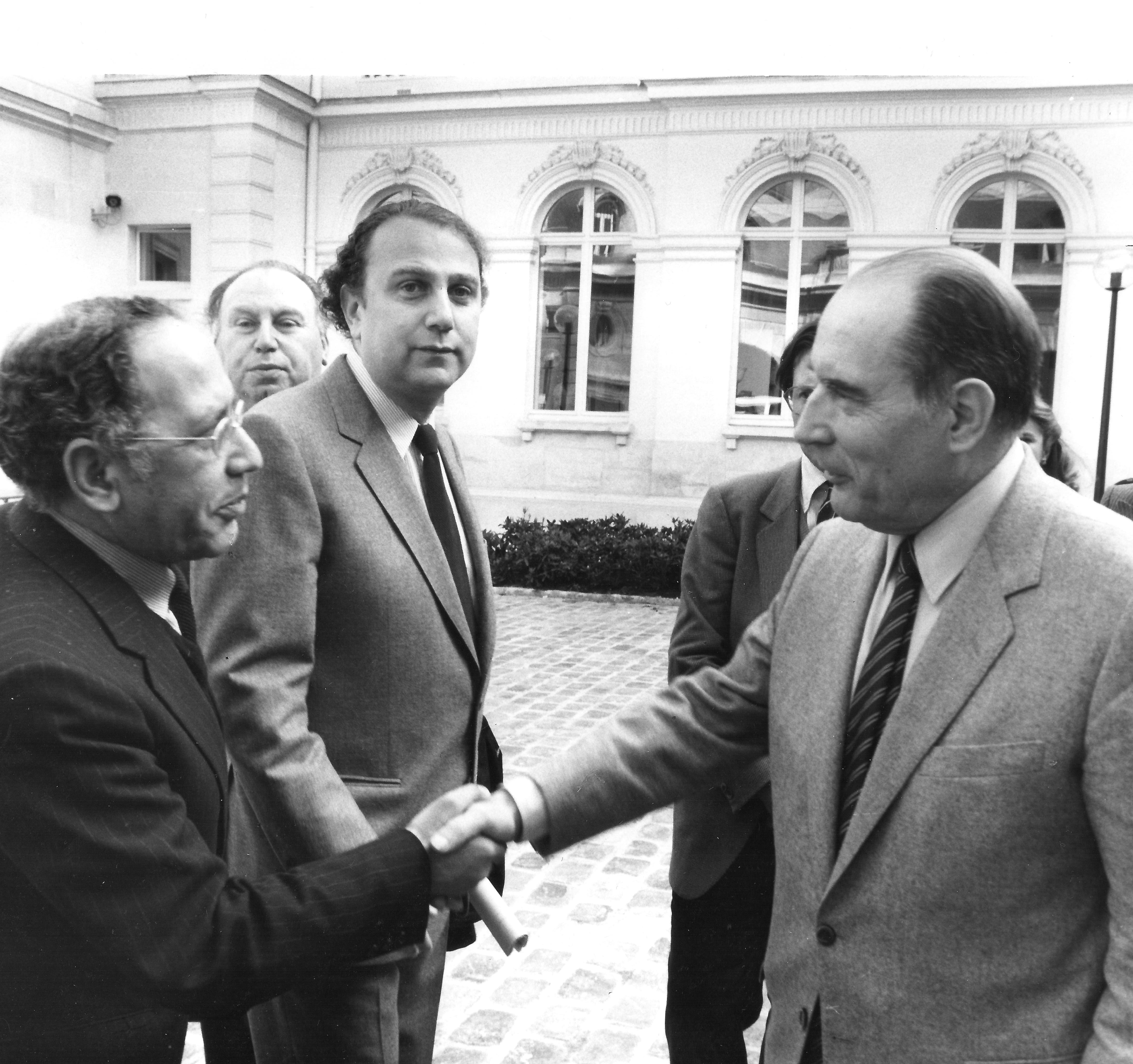
Émile Touati avec François Mitterrand, lors du scrutin présidentiel de mai 1981

Émile Abraham Touati (Tlemcen, 19 février 1927 - Jérusalem, 14 octobre 1995) est un journaliste français, spécialiste dans le domaine du marketing et de la publicité. Il a été président du Consistoire israélite de Paris, vice-président du Consistoire central et vice-président du CRIF.

## Biographie
Émile Abraham Touati est le fils du Grand-Rabbin Haïm Touati de Tlemcen et de Zohra Sultan, descendante de grands rabbins d'Algérie. Son arrière-grand-père paternel est le rabbin Haïm Bliah, neveu du rabbin Haïm Kasby, juge rabbinique (Dayan) d'Oran. Celui-ci, du reste, est son aïeul par sa mère. Son frère est le Grand-Rabbin Charles Touati, chercheur et professeur de philosophie. 
En 1941, en application des lois sur le statut des Juifs du régime de Vichy, il est renvoyé du lycée et poursuit ses études seul. En 1943, après le débarquement en Algérie des forces alliées, il se présente en candidat libre et obtient le baccalauréat. En 1945, il est admis à sciences po et obtient une licence de droit et de Sciences économiques en 1947. Il poursuit ses études et obtient en 1949 un doctorat de droit et un doctorat d'économie.
À la fin de ses études, il retourne en Algérie qu'il quitte déçu au bout de six mois. De retour à Paris, il présente sa candidature au poste d'économiste, haut fonctionnaire international à Genève. Bien qu'étant le mieux classé, sa candidature n'est pas retenue en raison de son jeune âge. 
Il effectue son service militaire dans les Forces françaises en Allemagne en 1951-1952. 
Il est journaliste économique au journal Le Monde puis rédacteur à la Libre Entreprise (organisme dépendant du patronat français). Dès 1958, il fonde et développe avec d'autres intellectuels juifs français la collection Présences du judaïsme aux Éditions Albin Michel et prend part à la reconstruction de la communauté juive de France après la Shoah.
En 1991, il s'installe avec son épouse à Jérusalem et en 1992, intègre le comité d'honneur de l'université Bar-Ilan ainsi que le comité de Alliance israélite universelle.

### Famille
En 1956,  il épouse Fanny Sarah Samuel, fille de Nathan et Hélène Samuel, directeurs de maisons d'enfants de l'OSE d'après-guerre. Ils ont trois enfants qui s'établissent en Israël à la fin de leurs études.
En octobre 1995, il meurt, à Jérusalem, le jour du chabbat (de Souccot), des suites d'une maladie.

## Carrière
Il est journaliste économique au journal Le Monde puis rédacteur à la Libre Entreprise avant d'intégrer l'Agence de publicité Havas où il effectue l'essentiel de sa carrière professionnelle. Il devient membre de la direction du Centre d'études des supports de publicité CESP, est vice-président de l'Institut de recherches et d'études publicitaires IREP ainsi que président de l'association Communication demain. 
Il est directeur du marketing d'Eurocom puis du groupe Havas. Professeur au CELSA rattaché à l'université de la Sorbonne, il est également professeur à l'École nationale d'administration ENA à Paris II (Assas) et Sciences Po.
Il est nommé le 19 mars 1983 membre du conseil national de la communication audiovisuelle en tant que représentant des grands mouvements spirituels et philosophiques.

## Engagements dans la communauté juive
Dès 1970, il est membre du comité directeur du Consistoire israélite de Paris dont il sera président durant deux mandats de 1982 à 1990.
Il est aussi membre du comité directeur de l'Alliance israélite universelle ainsi que vice-président du CRIF. Il rejoint le comité de la Fondation Rothschild[Laquelle ?]. Il est membre du comité directeur du Congrès juif mondial CJM et vice-président de Amitié judéo-chrétienne de France.

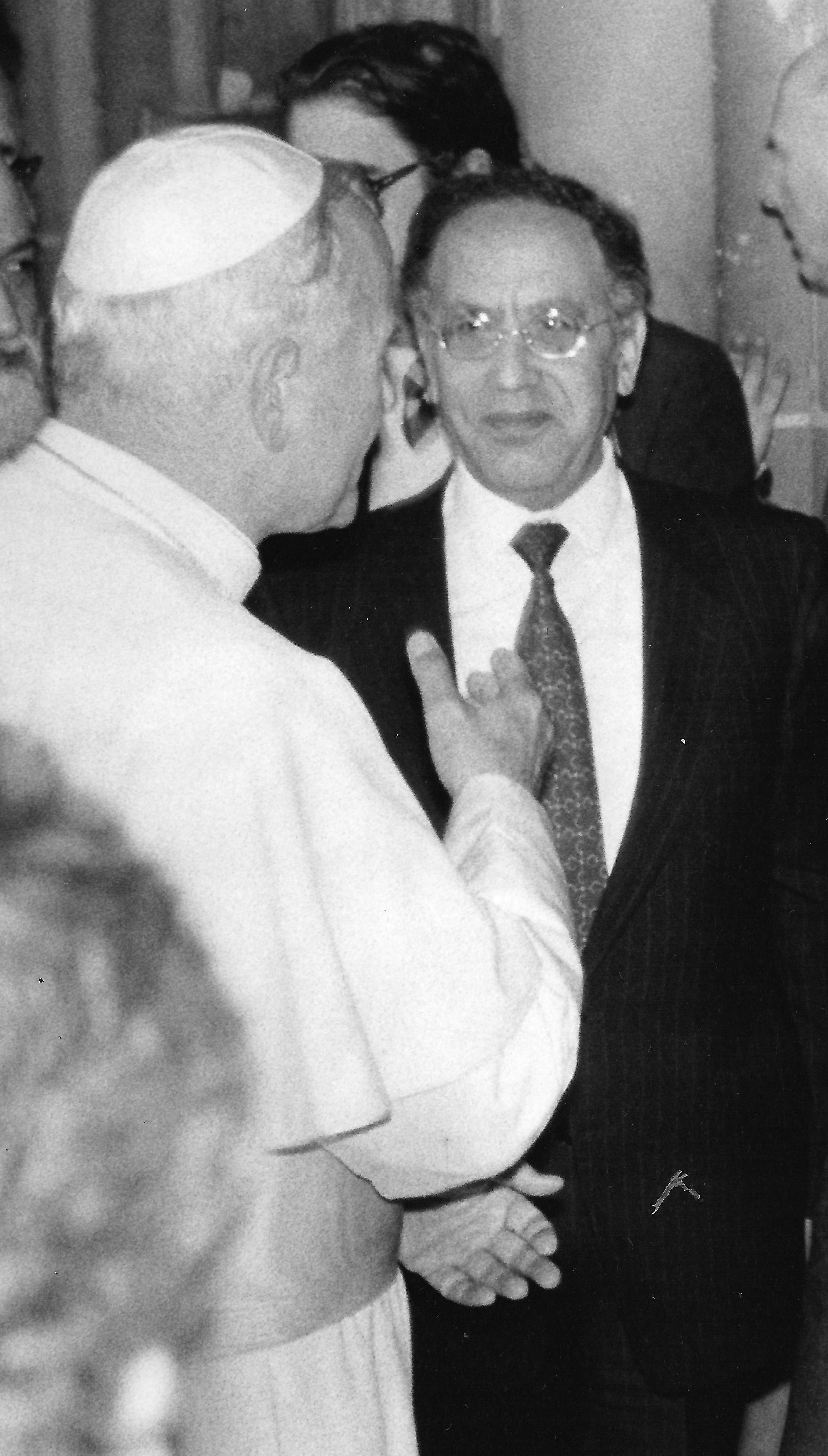
Emile Touati avec le pape Jean-Paul II lors de sa visite en France le 1er juin 1980.

Il participe à l'intégration des juifs d'Afrique du Nord, dans le développement de la vie communautaire en France et tout particulièrement à Paris et sa région grâce à la construction de centres communautaires, d'écoles et de synagogues. 
Il exprime un soutien à l'État d'Israël.

## Distinctions
- Chevalier de la légion d'honneur en 1984
- Le centre communautaire d'Orly-Choisy-Thiais porte son nom[6]

## Œuvres
- La doctrine du judaïsme d'après Maïmonide, collection Maillons C.L.K.H. 1985
- Juif-en-France, Robert Laffont, 1990
- Juif-en-France II, Information juive, 1995